# Touffreville-sur-Eu
Touffreville-sur-Eu település Franciaországban, Seine-Maritime megyében. Lakosainak száma 230 fő (2022. január 1.). Touffreville-sur-Eu Canehan, Criel-sur-Mer, Saint-Martin-le-Gaillard és Petit-Caux községekkel határos.

## Népesség
A település népessége az elmúlt években az alábbi módon változott:
| Lakosok száma | 199  | 208  | 212  | 209  | 210  | 212  | 215  | 219  | 230  |
|               | 2013 | 2015 | 2016 | 2017 | 2018 | 2019 | 2020 | 2021 | 2022 |